# Кастриоти, Доника
Доника Кастриоти (алб. Andronika (Donika) Kastrioti, урождённая Arianiti-Muzaka; 1428—?) — албанская дворянка, жена национального героя Албании Скандербега.

## Биография
Родилась в 1428 году в крепости Канина недалеко от города Влёра в семье Георгия Арианити и его первой жены Марии Музаки.
С 21 апреля 1451 года — жена князя Георгия Кастриоти (Скандербега). Этот брак укрепил связи двух известных семейств и влияние православной церкви в монастыре Арденица, что в нескольких километрах от города Фиери. Сестра Доники — Ангелина была замужем за сербским правителем Стефаном Бранковичем, который после смерти был канонизирован Сербской православной церковью.
После того, как Османская империя завоевала Албанию, Кастриоти переехали в Италию, где обрели дворянский титул в Неаполитанском королевстве, также получив феодальное владение и Сан-Пьетро в Галатине и общину Солето в провинции Лечче. Их единственный сын Гьон Кастриоти II был женат на Ирене Бранкович Палеолог, дочери Лазаря Бранковича — правителя Сербской деспотии.
Умерла в 1505 году (по другим данным в 1506 году) в Испании. Её имя носят улицы в некоторых городах Албании.